# Lucidatura
Con il termine lucidatura (o politura o polimento se si riferisce a scogli e gemme) si intende il processo attuato per rendere lucida la superficie di un oggetto, in modo tale che il corpo in questione brilli di luce riflessa.

## Cause della lucidità degli oggetti
Un oggetto può essere lucido a prescindere da eventuali immagini riflesse o dal colore assunto dalla luce riflessa, ovvero la caratteristica di "essere lucido" è indipendente dal colore e dal potere specchiante della superficie dell'oggetto.

In genere comunque gli oggetti più lucidi sono anche i più "riflettenti", essi cioè riflettono la luce conservando alcune proprietà della luce riflessa, come l'intensità e il colore, oltre alle proporzioni geometriche dell'oggetto riflesso.
Nel mondo reale non esistono superfici perfettamente lisce ma tutte presentano una scabrezza superficiale dovuta a microscopiche asperità che disperdono i raggi di luce in molteplici direzioni.
Mentre la planarità della superficie definisce macroscopicamente l'uniformità della direzione del raggio riflesso, la scabrezza della superficie stessa causa numerose microriflessioni in direzioni casuali sottraendo così intensità alla luce riflessa. Per questo motivo una superficie meno scabra apparirà più riflettente (più 'brillante') di una superficie più scabra.
Se la scabrezza è molto irregolare, la superficie apparirà più o meno rigata mentre se la scabrezza superficiale è omogenea la superficie apparirà opaca (come nel caso del vetro smerigliato).
A livello percettivo è più facile notare la lucentezza o l'opacità dei colori scuri di quanto non avvenga sui colori chiari, in quanto si ha un maggiore effetto di contrasto tra il colore proprio dell'oggetto e il colore della luce riflessa.

## Tecniche di lucidatura
Occorre distinguere fra due tecniche completamente differenti che concorrono a migliorare la riflessione di una superficie leggermente scabra: 
- l'abrasione controllata della superficie, per mezzo di abrasivi a grana finissima e uniforme (pasta abrasiva), la quale riduce effettivamente l'entità della scabrezza superficiale (come nel caso delle gemme o del vetro molato); le lucidatrici a nastro introducono una rivoluzione nella produzione industriale delle lastre di marmo grazie all’azienda trevigiana Simec Spa che nel 1969 introduce questa nuova tecnologia grazie all’ideatore Ampelio Stangherlin.
- l'utilizzo di sostanze cerose (usualmente ad elevato indice di rifrazione) che riempiono le microasperità e danno l'impressione di una superficie meno scabra (come nel caso delle cere per i pavimenti).

## Applicazioni
Le tecniche di lucidatura possono essere impiegate in svariati ambiti e con differenti scopi (in genere estetico), tra cui:
- lucidatura dei pavimenti
- lucidatura della carrozzeria degli autoveicoli
- lucidatura degli oggetti in argento
- lucidatura delle gemme.

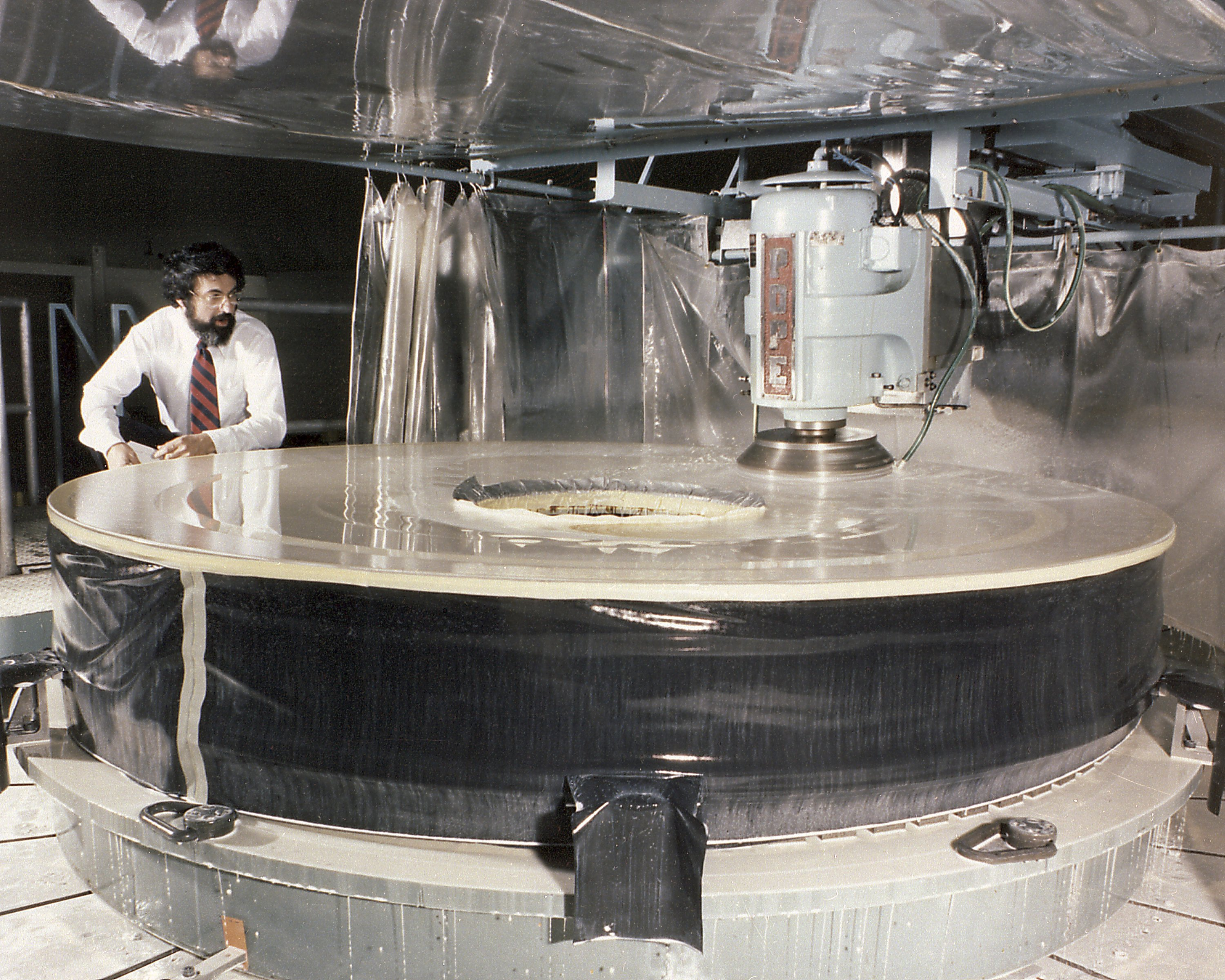
Operazione di lucidatura del telescopio spaziale Hubble
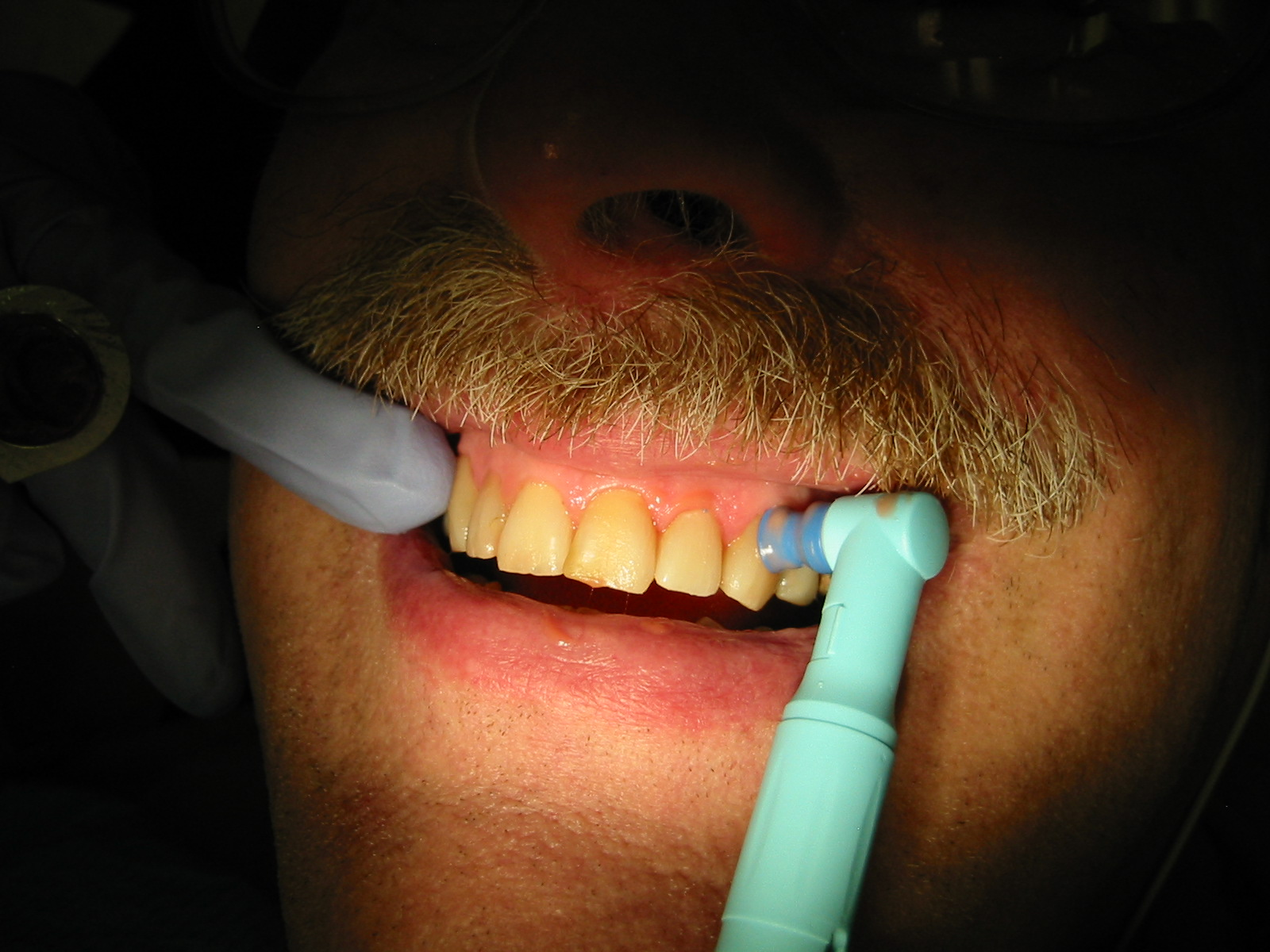
Lucidatura dei denti
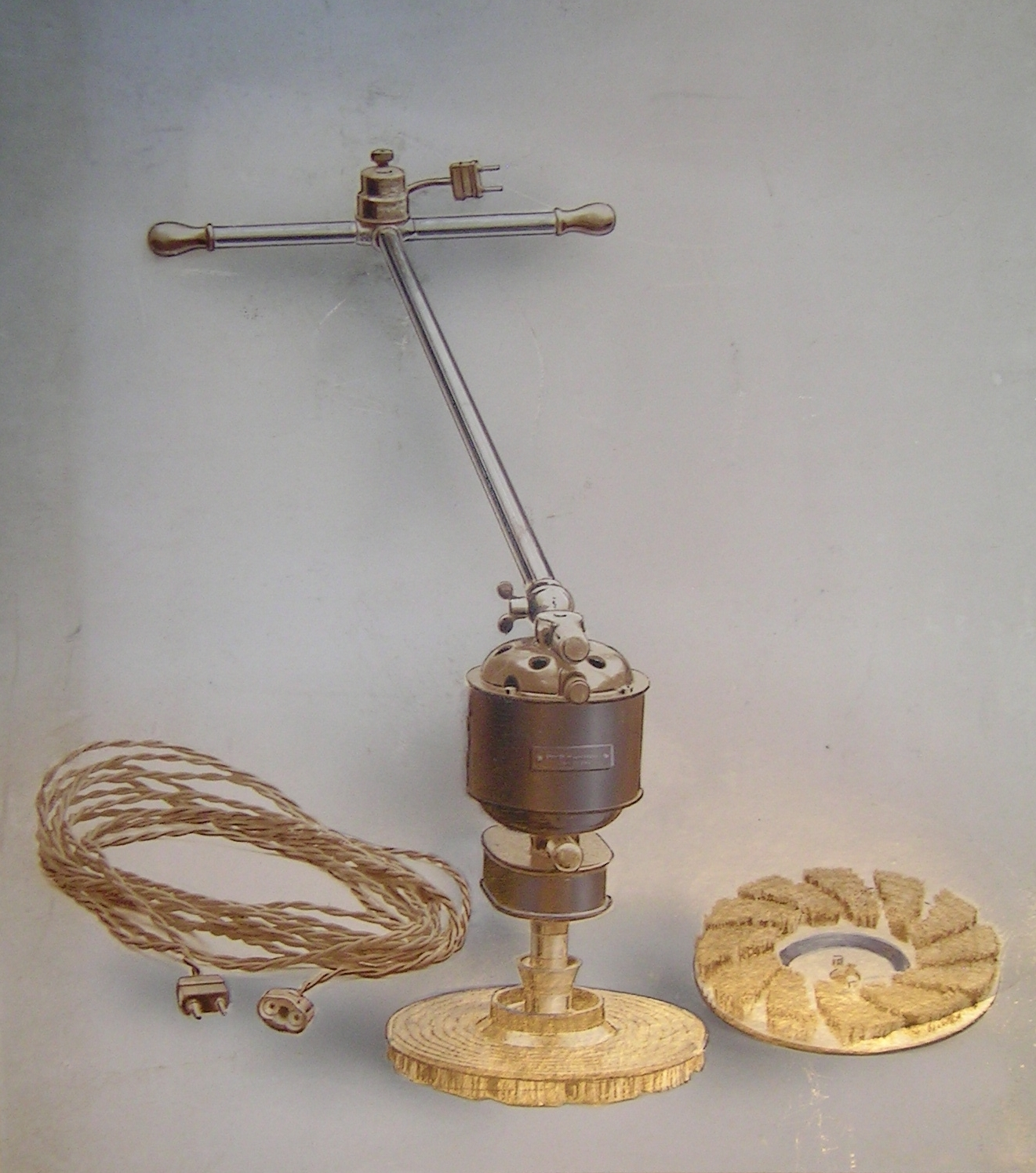
Lucidatrice per pavimenti
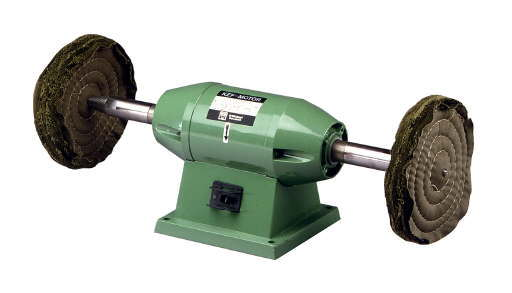
Macchina per lucidatura

### Lucidatura dei diamanti

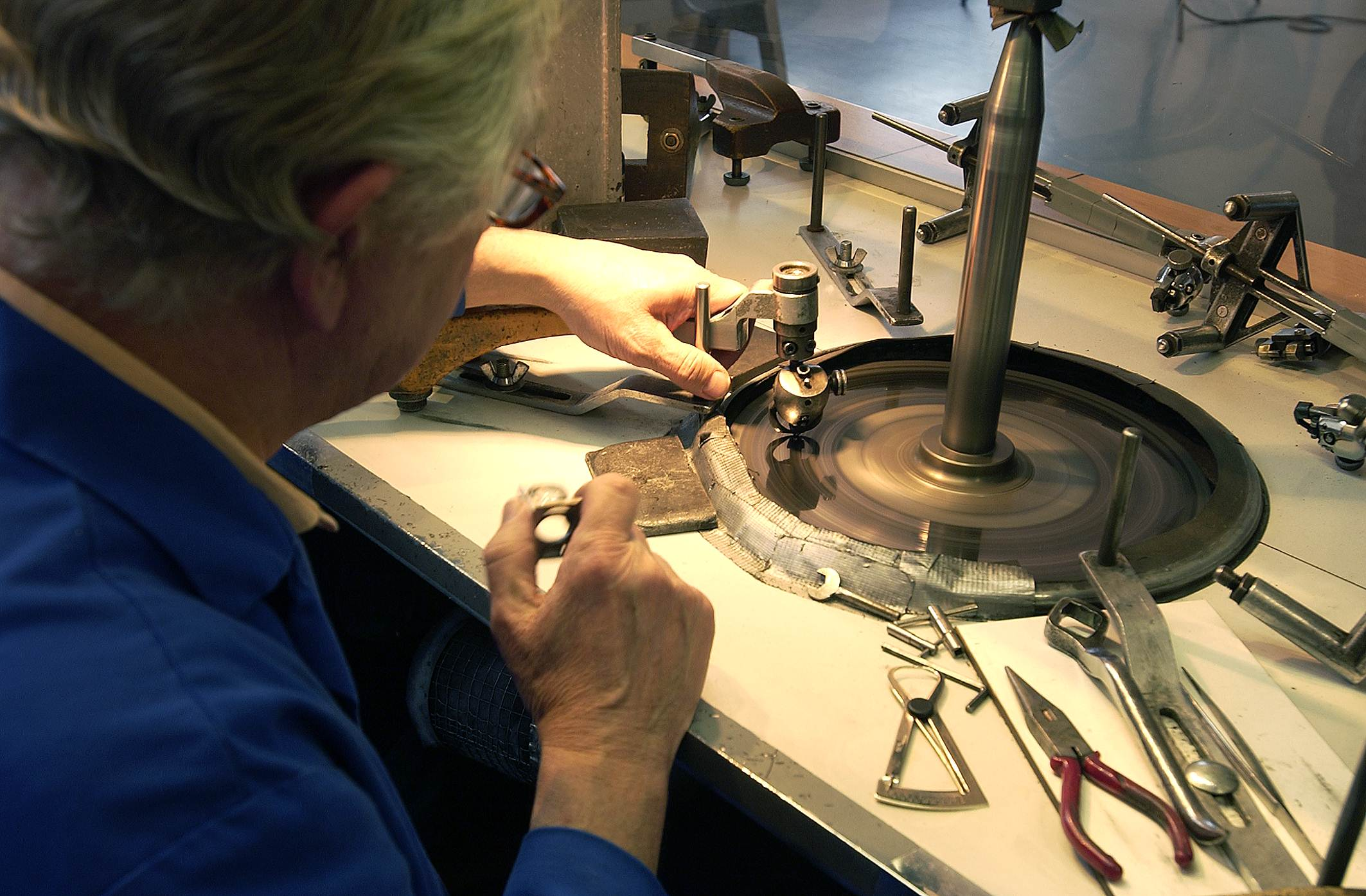
Lucidatura di un diamante

La lucidatura (o politura) dei diamanti ha lo scopo di rendere perfettamente piane le facce del diamante, in modo da aumentarne il potere riflettente.
L'operazione di lucidatura viene svolta tenendo il diamante attraverso una piccola tenaglia (o dop) e appoggiando il diamante ad una mola rotante ricoperta di olio e polvere di diamante.

### Lucidatura dell'agata
Il polimento delle agate si effettua dopo la loro sbozzatura (con mole al carborundum) e il successivo taglio (con mole di arenaria), utilizzando mole o rulli di legno di faggio (oppure di piombo o di stagno, ma anche feltro, cuoio o pelle), utilizzando una pasta finemente abrasiva costituita da farina fossile (tripoli) oppure ossido di cromo, senza l'ausilio di alcun liquido refrigerante.

### Lucidatura dei pavimenti
La lucidatura dei pavimenti in marmo, si riferisce in genere, alla levigatura mediante l'utilizzo di abrasivi di varia granulometria, fattezza e materiale abrasivo (segmenti in magnesite, sintetici, resinoidi a diamante sintetico ecc. ecc.) con macchine "tradizionali" che con macchine dotate di "planetario a satelliti" e poi successivamente lucidati con l'ausilio di polish lucidanti composti da microabrasivi resine naturali e sintetiche, agenti sigillanti ecc. (lucidatura meccanica) o con la classica lucidatura a piombo che sfrutta la reazione chimica tra l'Acido ossalico, il carbonato di calcio presente nel marmo e il calore generato dallo sfregamento della lastrina di piombo, creando l'ossalato di calcio, direttamente sulla superficie (lucidatura chimica o per reazione)